# Cophura humilis
Cophura humilis là một loài ruồi trong họ Asilidae. Cophura humilis được Bellardi miêu tả năm 1861.